# Kedung Ringin (Beji)
Kedung Ringin is een bestuurslaag in het regentschap Pasuruan van de provincie Oost-Java, Indonesië. Kedung Ringin telt 7842 inwoners (volkstelling 2010).